# Trissernis elaeodes
Trissernis elaeodes là một loài bướm đêm trong họ Noctuidae.